# Sprängolyckan vid Tuggenområdet 1924
Sprängolyckan vid Tuggenområdet 1924 var en olycka med oexploderad ammunition, så kallad OXA, som inträffade den 22 juli 1924 i Karlskoga, vid Bofors tidigare testbana, och skördade fyra dödsoffer, samtliga barn mellan sju och nio år.